# Национальная ассамблея (Сейшельские Острова)
Национальная ассамблея — однопалатный парламент Республики Сейшельские Острова. Решения Национальной ассамблеи вступают в силу после их утверждения президентом.

## Состав
Парламент формируется по смешанной мажоритарно-пропорциональной системе. В неё входят 34 депутата, 25 из которых избираются населением в мажоритарных округах, 9 депутатов — назначаются пропорционально от партий, получивших на выборах не менее 10 % голосов.

## Выборы
Выборы в парламент происходят раз в пять лет на основе всеобщего избирательного права для лиц, достигших совершеннолетия.

### 2007
В мае 2007 г. состоялись парламентские выборы, на которых Народная партия (НП) (до июня 2009 г. называлась Прогрессивным фронтом народа Сейшел) набрала 56,2 % голосов и сохранил за собой контроль в парламенте (23 места). Оставшиеся 11 мест в парламенте достались оппозиционному альянсу в составе Сейшельской национальной партии (СНП) и Демократической партии (ДП). Спикер парламента — Патрик Эрмини.

### 2011
1 октября 2011 г. прошли досрочные парламентские выборы, на которых победила НП. Оппозиция выборы бойкотировала, благодаря чему НП получила 25 мест по мажоритарной системе и 8 мест — по пропорциональной. Единственный депутат Нацассамблеи от оппозиции — Дэвид Пьер (Народное демократическое движение) получил пропорциональное место по решению Апелляционного суда. Спикер парламента — Патрик Эрмини.

### 2016
С 8 по 10 сентября 2016 года прошли очередные выборы в парламент Сейшельских островов. В выборах участвовали три политические партии и три независимых кандидата, которые претендовали на 25 мест в Национальной ассамблее, избираемых в ходе прямого голосования. В результате победу одержала оппозиционная коалиция Сейшельский демократический союз, получившая в сумме 19 из 33 мест парламента страны. Впервые с 1993 года правящая Народная партия не получила большинство мест парламента.

## Список спикеров с 1993 года
1. Фрэнсис Макгрегор — (1993—1998)
2. Фрэнсис Макгрегор — (1993—1998)
3. Фрэнсис Макгрегор — (1993—1998)
4. Патрик Эрмини (НП) — (2007—2016)
5. Патрик Пилай (НП) — (2016— н.в.)